# Ездра
Ездра (івр. עֶזְרָא, Езра; грец. Έσδράς; лат. Esdras) — згідно з біблійними книгами Ездри та Неємії Ездра є великим учителем закону Мойсея, який приніс з Вавилону книгу Мойсея — П'ятикнижжя.

## Життєпис
Жодних позабіблійних згадувань про Ездру не знайдено. Відомо, що він був юдейським первосвящеником, який повернувся після вавилонського полону, об’єднавши єврейську державність на основі закону Тори. Ездра залишив після себе розповіді про події, в яких він, безпосередньо, брав участь. Тож, з огляду на освіченість Ездри (див. 7:6.), можна припустити, що упорядником історичних оповідань книги був саме він.

На сьогодні відомо про 3 біблійні книги за авторством Ездри. Перша Книга Ездри увійшла до списку канонічних книг. Друга та Третя книги Ездри не увійшли до канону. Також Ездру вважають першим збирачем священних книг. Зокрема у Третій книзі Ездри сказано, що це він зробив з веління Бога:
"Ти ж приготуй собі побільше дощечок і візьми з собою Сарія, Даврія, Салемія, Ехана й Асиеля, цих п'ятьох, здатних писати швидко. І прийди сюди, і Я запалю у серці твоєму світильник розуму, який не згасне, доки не закінчиться те, що ти почнеш писати" [3 Езд. 14, 24 - 25]
У наш час книги Ездри і Неємії розглядаються як дві окремі книги, проте спочатку це була одна книга. І саме в такому вигляді вона входить до складу єврейської Біблії, Талмуда, а також найдавніших манускриптів грецького перекладу - Септуагінти. 
Ездра писав, щоб вселити в душі євреїв силу і бажання, він спонукав їх  служити правдивому Богові в Його храмі, нагадував їм про те, що Бог милостивий, і що з цієї причини їм необхідно повернутися до виконання своїх обов'язків за заповітом. Крім цього, Ездра прагнув виробити у своїх читачів почуття залежності від Бога протягом усіх століть. Ездра також вжив заходів проти змішаних шлюбів, і переконав чоловіків добровільно розірвати шлюб з чужоземними дружинами.